# ميتش غيتار
ميتش غيتار (بالإنجليزية: Mitch Guitar)‏ هو لاعب كرة قدم أمريكي، ولد في 22 سبتمبر 1997 في رويال أوك في الولايات المتحدة.